# جيم جونز (لاعب كرة قاعدة)
جيم جونز (بالإنجليزية: Jim Jones)‏ هو لاعب كرة قاعدة أمريكي، ولد في 25 ديسمبر 1876 في لندن في الولايات المتحدة، وتوفي بنفس المكان في 6 مايو 1953.

## وصلات خارجية
- جيم جونز على موقعبيزبول رفرنس.كوم (الدوري الرئيسي) (الإنجليزية)
- جيم جونز على موقعبيزبول رفرنس.كوم (الدوري الثانوي) (الإنجليزية)